# Герасименко Андрій Олександрович
Андрій Олександрович Герасименко (нар. 8 січня 1981, Бердянськ, УРСР) — український футболіст, нападник.

## Клуба кар'єра
Вихованець київського «Динамо». У 1997 році розпочав кар'єру в третій команді київського «Динамо». Потім виступав у другій команді, але пробитися до складу першої команди не зумів, тому з 2001 року виступав на правах оренди в криворізькому «Кривбасі» та ужгородському «Закарпатті». На початку 2003 року став гравцем охтирського клубу «Нафтовик-Укрнафта». Потім виступав в аматорських командах. У 2007 році підписав контракт з луганським «Комунальником», а з початку 2008 року захищав кольори дніпродзержинської «Сталі».

## Кар'єра в збірній
Викликався до лав юнацької збірної України. Потім викликався до молодіжної збірної, в складі якої був учасником фінальної частини чемпіонату світу U-20.

## Досягнення

### Клубні
- Перша ліга чемпіонату України
  -  Чемпіон (1): 2001
  -  Бронзовий призер (1): 2004

### У збірній
- Юнацький чемпіонат Європи (U-19)
  -  Срібний призер (1): 2000

- Учасник фінальної частини Чемпіонату світу U-20: 2001